# Kemal Kılıç
Mustafa Kemal Kılıç (* 25. April 1956 in Adana) ist ein ehemaliger türkischer Fußballspieler und Trainer.

## Spielerkarriere

### Verein
Kılıç begann mit dem Profifußball in der Jugend von Adanaspor. Zur Saison 1974/75 wurde er in den Kader der Profis aufgenommen und absolvierte bis zum Saisonende 16 Ligabegegnungen. Zum Saisonende belegte er mit seinem Verein den vierten und damit den zweitbesten Tabellenplatz in der Vereinsgeschichte.
Zur neuen Saison wechselte er innerhalb der Liga zu Zonguldakspor und spielte hier eine Spielzeit lang.
Zum Sommer 1976 wechselte er zum türkischen Traditionsverein Beşiktaş Istanbul. Bei diesem Verein eroberte er sich auf Anhieb einen Stammplatz und war vier Jahre lang eine feste Größe im Mannschaftskader. Zur Spielzeit 1980/81 übernahm Đorđe Milić den Cheftrainerposten von Beşiktaş und sortierte als erste Amtshandlung einige Spieler, u. a. Kılıç, aus.
Kılıç einigte sich daraufhin für die anstehende mit dem Traditionsverein Altay Izmir. Hier spielte er lediglich eine Saison und wechselte anschließend in die zweitklassige TFF 1. Lig, zu Kayserispor und spielte hier ebenfalls eine Spielzeit.
Zur Saison 1983/84 ging Kılıç gegen eine Ablösesumme von 12,5 Millionen Türkische Lira zum Hauptstadtverein MKE Ankaragücü und spielte für diesen Verein zwei Spielzeiten lang.
Die nachfolgenden Jahre war er für Kayserispor und Bakırköyspor tätig. Bei letzterem Verein beendete er im Sommer 1988 auch seine aktive Profifußballerlaufbahn.

### Nationalmannschaft
Kılıç durchlief die türkische U-18- und die Türkische U-21-Nationalmannschaften. Zudem wurde er 1977 im Rahmen einer Begegnung gegen die Bulgarische Nationalmannschaft vom damaligen Nationaltrainer Metin Türel in den Kader der Türkischen Nationalmannschaft nominiert. Bei dieser Begegnung vom 16. Februar 1977 saß Kılıç auf der Ersatzbank und kam nicht zu seinem Länderspieldebüt.

## Trainerkarriere
Im Anschluss an seine Spielerkarriere wechselte er ins Trainerfach und wurde als erste Tätigkeit 1991 Co-Trainer bei Bakırköyspor. Nach zwei Jahren in dieser Tätigkeit stieg er 1993 zum Cheftrainer auf und betreute den Verein zwei Jahre lang.
Nach einer halbjährigen Tätigkeit als Co-Trainer bei Adanaspor im Jahre 1995 arbeitete er die nachfolgenden Jahre ausschließlich als Cheftrainer und trainierte überwiegend Vereine der TFF 1. Lig und TFF 2. Lig.
Im Sommer 2011 übernahm er den Drittligisten Şanlıurfaspor und erreichte mit diesem Verein zum Saisonende die Meisterschaft der TFF 2. Lig und damit den direkten Aufstieg in die TFF 1. Lig. Zum Saisonende trat er als Trainer zurück, konnte aber umgestimmt werden, weiter in seinem Amt zu bleiben. Bereits nach dem 3. Spieltag der Saison 2012/13 löste er seinen Vertrag mit Şanlıurfaspor nach gegenseitigem Einvernehmen auf und verließ den Verein.
Ende Oktober wurde er beim Zweitligisten Göztepe Izmir als Nachfolge von Hüseyin Kalpar vorgestellt. Mitte November 2012 erlitt er einen Herzinfarkt und wurde anschließend interimsweise von seinem Co-Trainer Ümit İnal vertreten. Nachdem er mit dem Verein den Klassenerhalt verpasst hatte, verließ er Göztepe und wurde dann durch Erhan Altın ersetzt.
Ende Juni 2013 wurde bekanntgegeben, dass Kılıç in der kommenden Saison seinen alten Verein Bucaspor betreuen werde. Er unterschrieb hier einen Einjahresvertrag. Bereits nach dem 13. Spieltag trat er von seinem Amt zurück.

## Erfolge

### Als Trainer
Adanaspor
- Meister der TFF 2. Lig und Aufstieg in die TFF 1. Lig: 2007/08

Bucaspor
- Meister der TFF 2. Lig und Aufstieg in die TFF 1. Lig: 2008/09

Şanlıurfaspor
- Meister der TFF 2. Lig und Aufstieg in die TFF 1. Lig: 2011/12

Büyükşehir Belediye Erzurumspor
- Play-off-Sieger der TFF 2. Lig und Aufstieg in die TFF 1. Lig: 2016/17